# Rudnia Prybytkauskaja
Rudnia Prybytkauskaja (biał. Рудня Прыбыткаўская; ros. Рудня-Прибытковская, Rudnia-Pribytkowskaja; pol. hist. Rudnia Przybytkowska) – wieś na Białorusi, w obwodzie homelskim, w rejonie homelskim, w sielsowiecie Prybytki, nad Ucią.

## Historia
W XIX i w początkach XX w. położona była w Rosji, w guberni mohylewskiej, w powiecie homelskim. Należała wówczas do książąt Paszkiewiczów. Istniały w niej folusz i młyn wodny.
Następnie w granicach Związku Sowieckiego. Od 1991 w niepodległej Białorusi.
Urodził tu się premier Białoruskiej SRR i wicepremier ZSRR Kirył Mazurau.